# Conurbación San Antonio

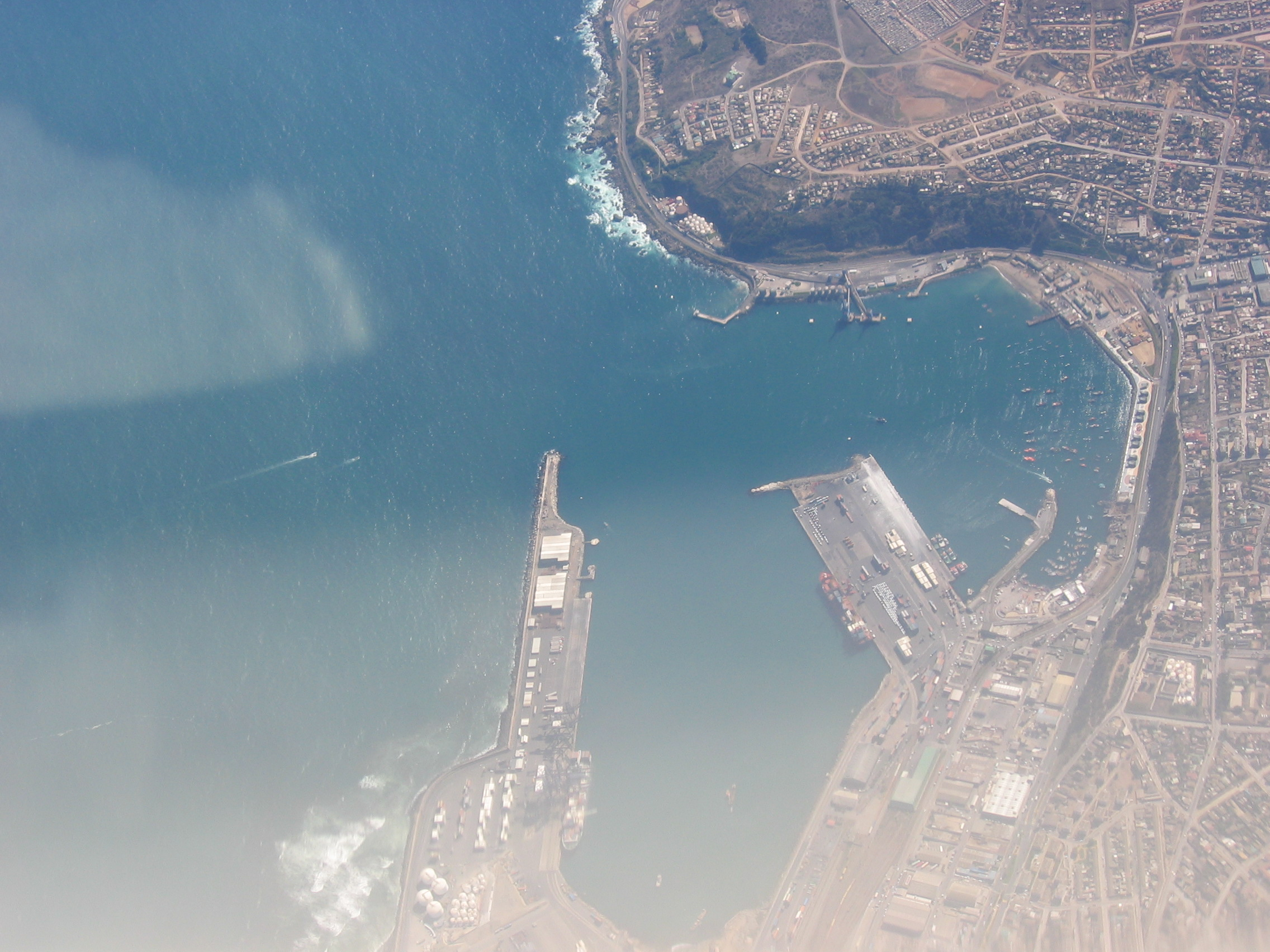
Vista panorámica del Puerto de San Antonio.

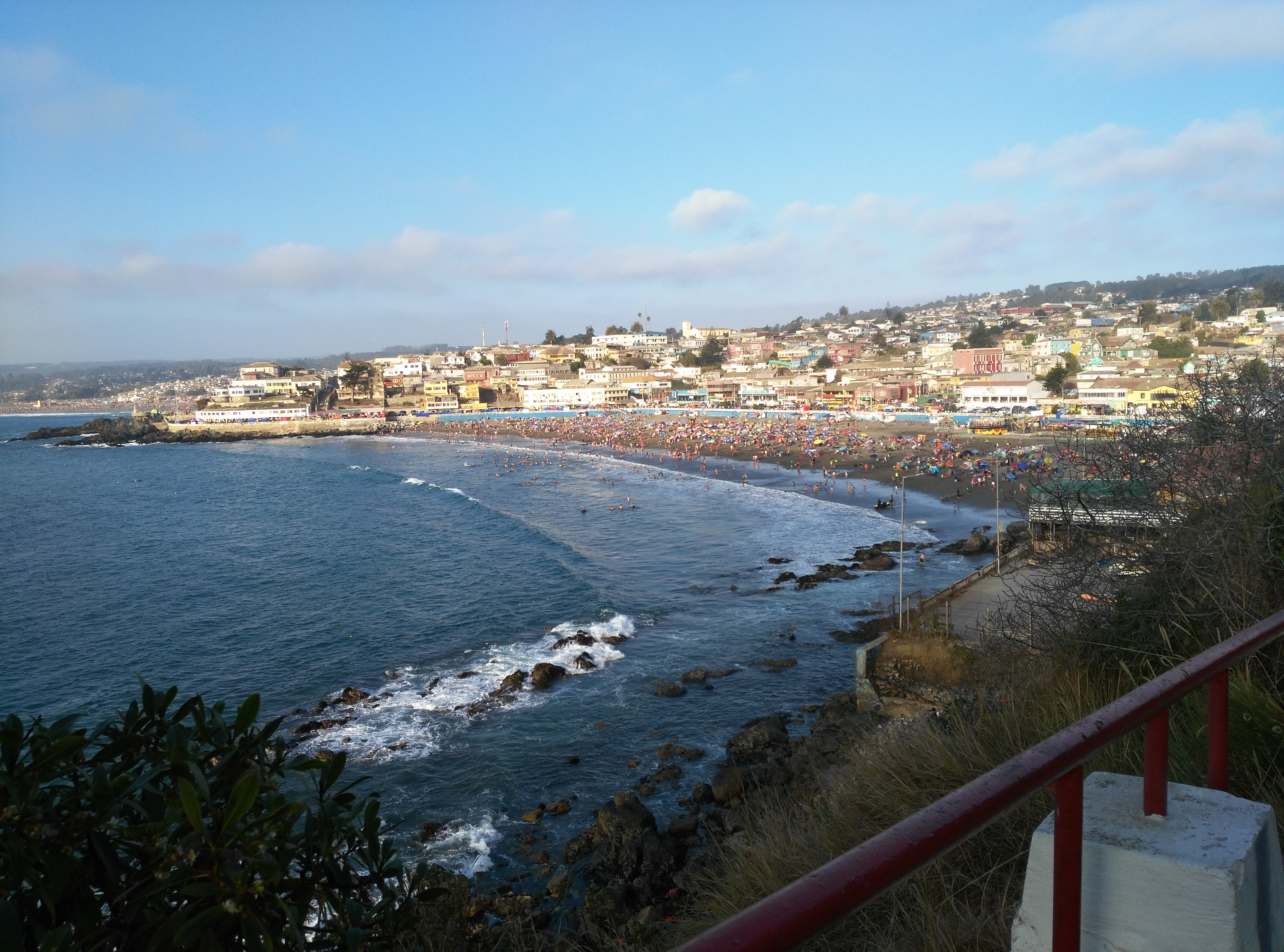
Vista panorámico de Cartagena.

El Gran San Antonio es una conurbación chilena, ubicada en la provincia del mismo nombre en la Región de Valparaíso. Está compuesta por las áreas urbanas de San Antonio, Cartagena, Santo Domingo y el sector de Las Cruces perteneciente a la comuna del El Tabo. Según el censo 2017 la conurbación cuenta con 118.668 habitantes permanentes, mientras que en época estival esta cantidad puede aumentar drásticamente, debido a sus atractivas playas, oferta gastronómica y hotelería, además de la gran cantidad de casas de veraneo existentes. Esto genera mayor actividad urbana, más comercio y mejores servicios que en el resto del año.
La definición más amplia de la conurbación incluye la totalidad de la zona urbana del litoral central en la Provincia de San Antonio, es decir a las localidades de: Tunquén, Mirasol, Algarrobo, El Quisco, Isla Negra, El Tabo, Las Cruces, San Sebastián, Cartagena, San Antonio, Llolleo y Santo Domingo. Bajo esta definición la población permanente sería en torno a los 150.000 habitantes. 

## Características
Al igual que las otras conurbaciones costeras de Chile, en San Antonio se distinguen sectores claramente definidos para las actividades portuarias, como para el turismo. En este caso la actividad portuaria se desarrolla en la ciudad puerto de San Antonio, mientras que las actividades turísticas se desarrollan principalmente en Cartagena y los balnearios al norte de la misma. Este turismo se caracteriza por ir dirigido en general a la clase media baja. Se concentra gran parte de complejos veraniegos de grandes empresas, que optaron por ubicar sus instalaciones en esta ciudad.

## Demografía
- San Antonio 96.761 habitantes
- Cartagena	25.357 habitantes
- Santo Domingo	11.934 habitantes
- Las Cruces 8.110 habitantes
- Gran San Antonio 142.6152 habitantes

Fuente adquirida a través de los últimos informes epidemiológicos.

## Clima
El clima es templado y cálido. Esto significa que la estación seca es más prolongada, y que generalmente es más notoria entre los meses de octubre y marzo. Posterior a eso comienza un período de lluvias, más débiles entre marzo y abril. Se intensifican entre mayo y septiembre, llegando a caer anualmente entre 450 y 500 mm de lluvia. La temperatura promedio en invierno fluctúa entre los 10 °C, y llega a 23 °C en verano. La humedad relativa alcanza a un 80% como promedio
.

## Enlaces Relacionados
- Puerto de San Antonio
- Municipalidad de Cartagena
- Municipalidad de San Antonio
- Municipalidad de Santo Domingo